# Strabane Canal

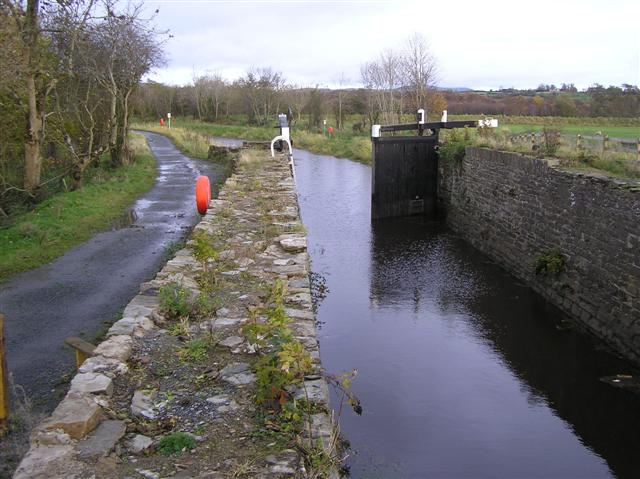
Eine der beiden Schleusen des Strabane Canals (Zustand 2008)

Der Strabane Canal ist eine Wasserstraße im County Tyrone in Nordirland. 1791 wurde die Konstruktion eines 6,5 Kilometer langen Kanals vom Fluss Foyle bei Leck, rund 15 Kilometer stromaufwärts von Derry, nach Strabane beschlossen. Zwei Schleusen mit Namen 'Crampsies' und 'Devines' waren nötig. 1792 wurde er gebaut und kostete damals 12,000 Pfund. Dabei wurde für die Kosten von den 'Commissioners of Inland Navigation' unterstützt von der 'Marquess of Abercorn' garantiert.
Der Kanal verhalf den Städten Strabane im County Tyrone und Lifford im County Donegal im ersten Viertel des 19. Jahrhunderts zu beachtlichem Wohlstand und die Städte wurden zu florierenden Märkten für landwirtschaftliche Güter. 1962 wurde die Nutzung des Kanals eingestellt.
Im Juni 2006 lobte die 'Strabane Lifford Development Commission' 1,3 Millionen Pfund für die Sanierung von Wasserwegen aus. Beauftragt wurde die 'Doran Consulting' mit Sitz in Belfast. Das Projekt wurde von Mary McAleese, der Präsidentin Irlands, in Lifford offiziell gestartet und beinhaltet die Wiederherstellung von 2,4 Kilometern des Kanals und der zwei Schleusen. Das Projekt schließt auch den Bau eines Anlegers in der Nähe der Lifford Bridge und eine Aufwertung der angrenzenden Erholungsregion ein. Nach Fertigstellung der Bauarbeiten 2007 hat es der District Strabane wegen Qualitätsmängeln abgelehnt, die Instandhaltung des Kanals zu übernehmen.